# Acentria ephemerella
Acentria là một chi bướm đêm thuộc họ Crambidae. Chu này chỉ gồm một loài duy nhất Acentria ephemerella.

## Hình ảnh

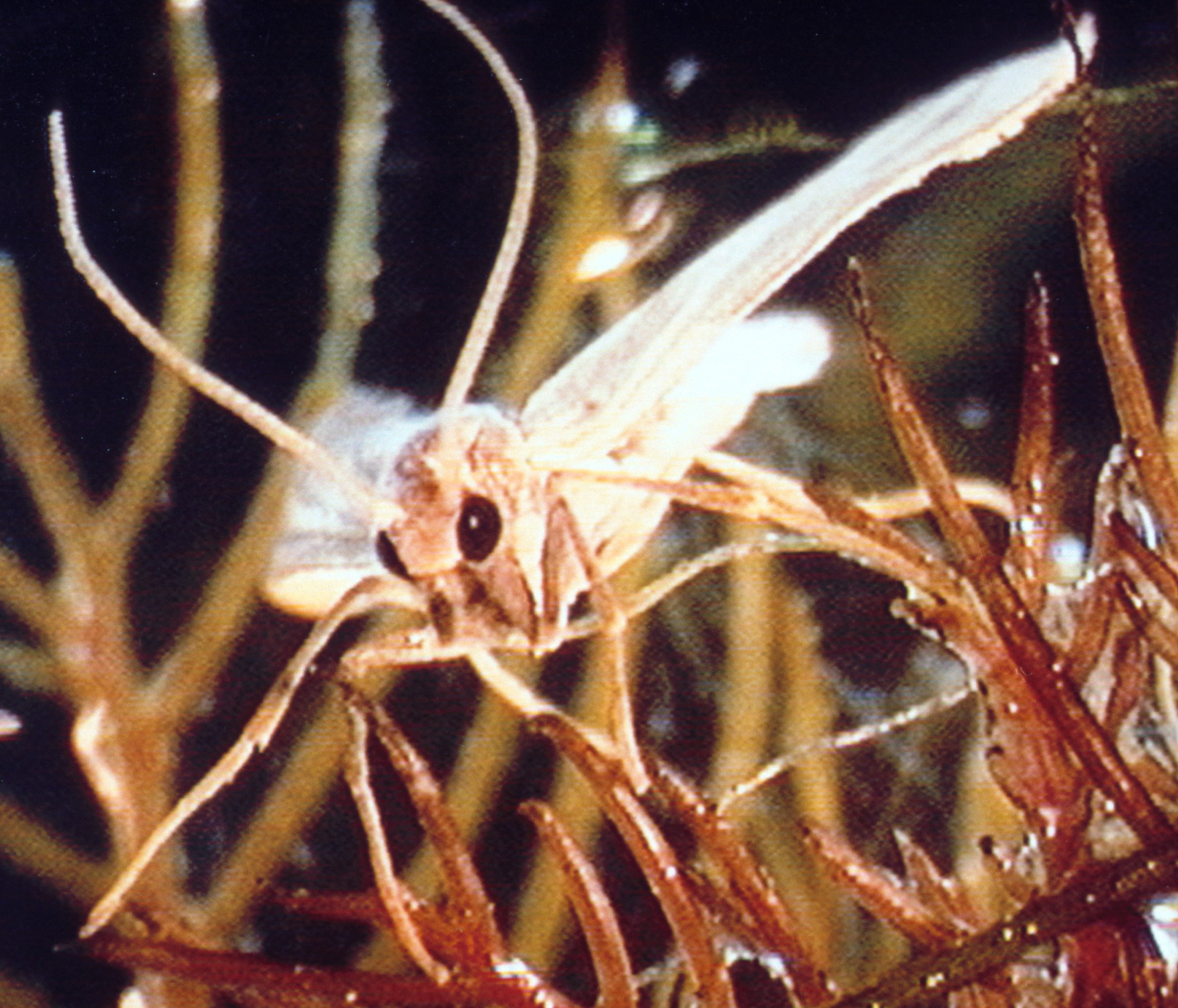